# Escola Secundária de Rio Tinto

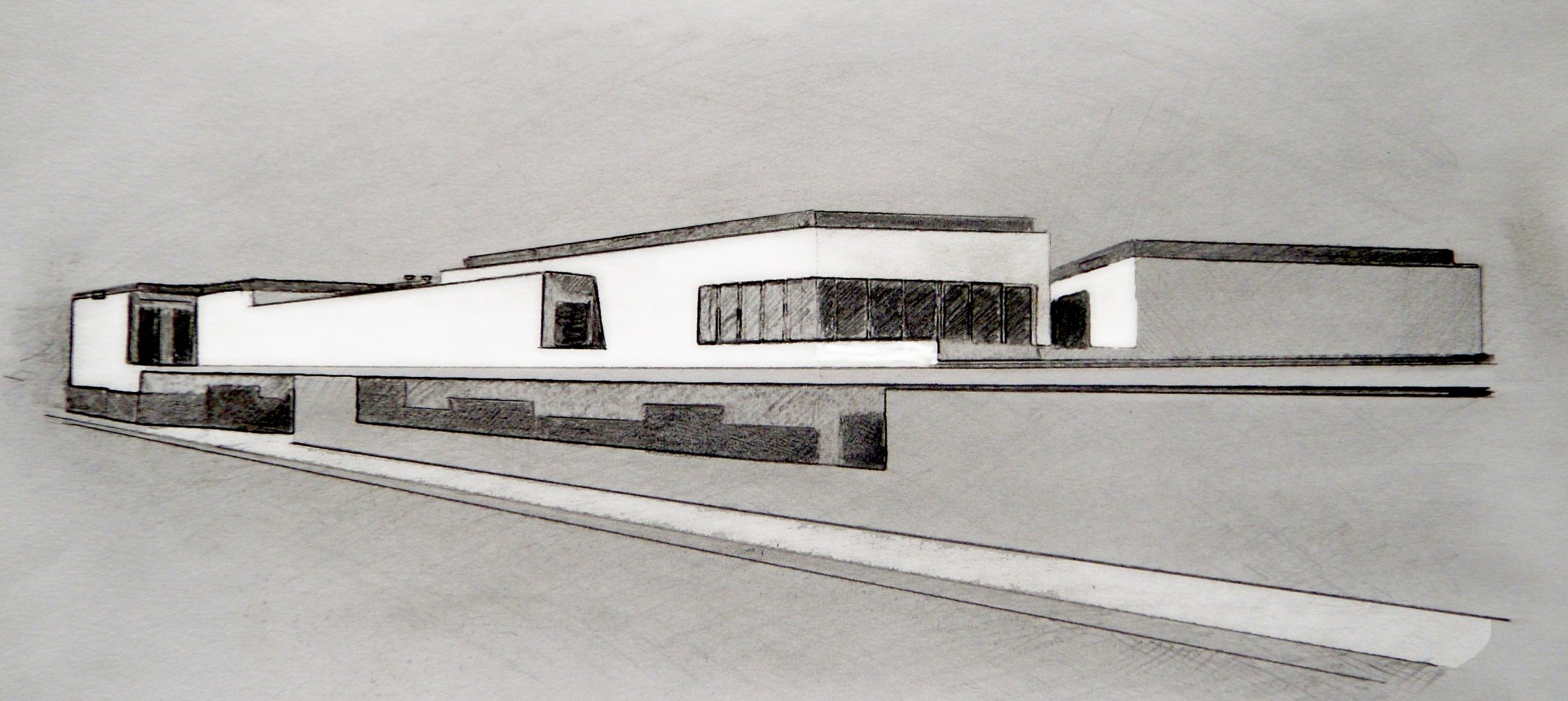
Escola Secundária de Rio Tinto

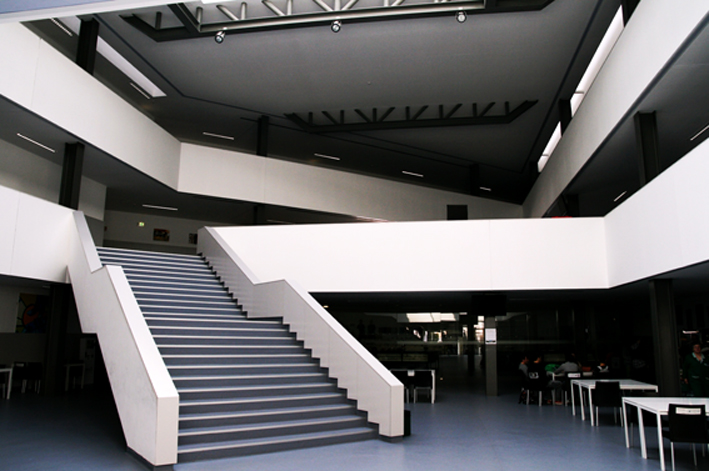
Escola Secundária de Rio Tinto

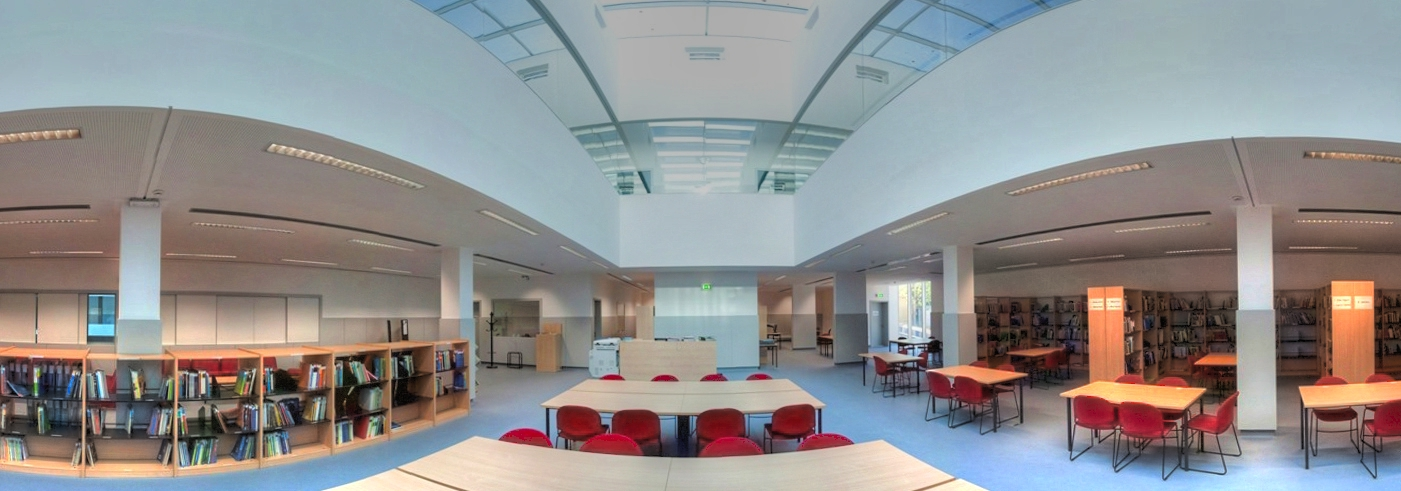
Biblioteca da Escola Secundária de Rio Tinto

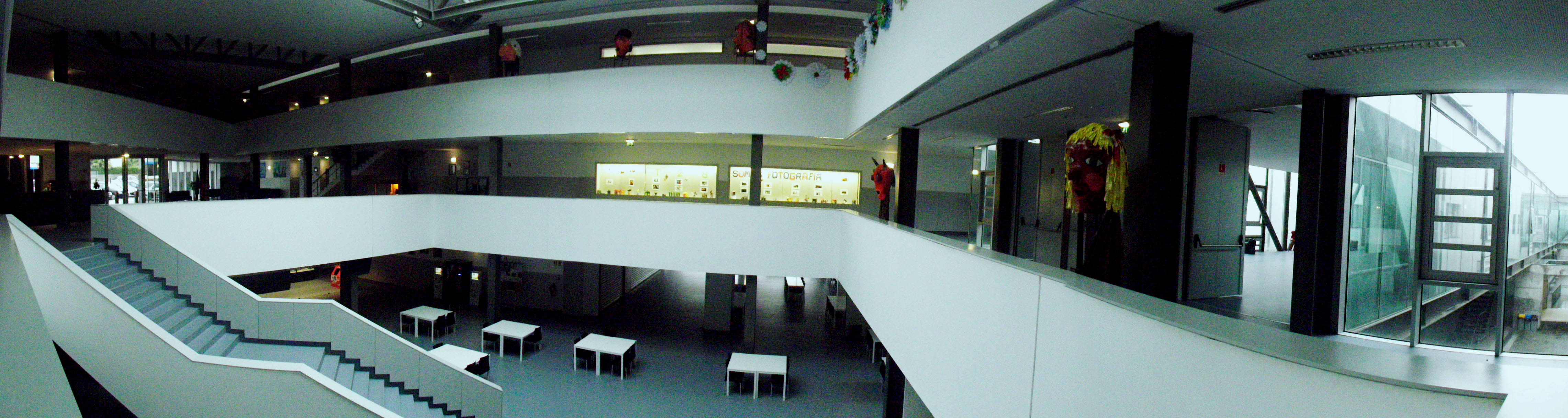
Interior da Escola Secundária de Rio Tinto

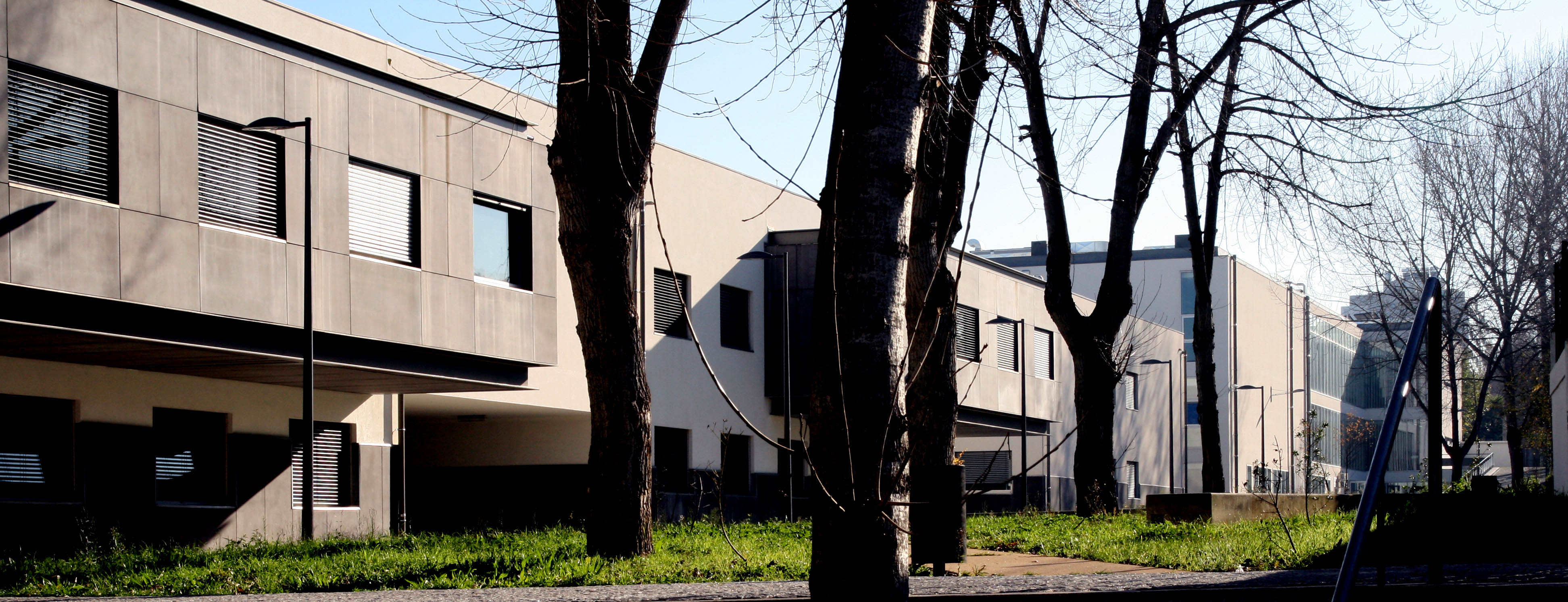
Exterior da Escola Secundária de Rio Tinto

A Escola Secundária de Rio Tinto é uma instituição de ensino público situada na cidade de Rio Tinto, Município de Gondomar. Apesar de contemplar o 3º ciclo do ensino básico, o seu perfil dominante é de escola secundária, oferecendo quatro Cursos Científico Humanísticos: Ciências e Tecnologias, Artes Visuais, Ciências Socioeconómicas e Línguas e Humanidades. Através de uma oferta formativa complementar, assegura uma dupla vertente de orientação académica e profissional, visando o prosseguimento de estudos em cursos de especialização tecnológica ou a inserção direta no mundo do trabalho. 

## História
Entrando em funcionamento em 1982 ,com um total de 400 alunos, sem instalações próprias, ocupou, em regime de arrendamento, um antigo preventório onde funcionou durante os primeiros 10 anos de existência. Por apresentar condições deficientes e insuficientes para o desempenho das funções a que se destinava, o edifício esteve constantemente sujeito a obras de requalificação, ampliação e manutenção que, em rigor, nunca solucionaram o problema com caráter definitivo. Nesta sua primeira década de existência, a ESRT ofereceu apenas o 3º ciclo e o ensino noturno. Este condicionalismo e a necessidade de dar resposta a uma numerosa população em idade escolar motivaram uma luta constante pela criação de um edifício escolar de raiz, que acabou por entrar em funcionamento no ano letivo 1992/93. O número de alunos tinha então triplicado e arrancou, finalmente, o ensino secundário diurno. A partir deste período, abriu portas ao ensino secundário, sempre em crescimento e, posteriormente, aos cursos profissionais. 
O terreno que acolheu essas instalações é o mesmo onde a ESRT se situa atualmente. Porém, ao fim de 18 anos, a escola sofreu uma remodelação que mudou radicalmente as suas feições, uma intervenção profunda ao nível das instalações e equipamentos que se traduzirá na melhoria da qualidade das práticas pedagógicas.

## Oferta Formativa

### Cursos Científico Humanísticos
- Ciências e Tecnologias
- Artes Visuais
- Ciências Socioeconómicas
- Línguas e Humanidades

### Cursos Profissionais
- Técnico Auxiliar de saúde
- Técnico de Turismo
- Técnico de Eletrónica, Automação e Computadores

## Edições de Escola
- Jornal LSD
- Open the Window
- Revista de História
- Revista de Filosofia
- Revista Opção
- Escola Viva Escola Activa
- Dia de Inferno
- Roteiro de Rio Tinto